# Otakar Odložilík
Otakar Odložilík (* 12. Januar 1899 in Kostelec u Holešova, Österreich-Ungarn; † 14. Juli 1973 in Bohinj, Jugoslawien) war ein tschechisch-US-amerikanischer Historiker und Archivar. Schwerpunkt seiner Arbeiten war der Protestantismus in Böhmen und Mähren.

## Leben
Otakar Odložilík besuchte Gymnasien in Přerov (1910–1914), Valašské Meziříčí (1915) und Kroměříž (1916–1917). Anschließend studierte er von 1918 und 1922 Geschichte an der Philosophischen Fakultät der Karls-Universität bei Václav Novotný. Zugleich besuchte er von 1920 bis 1923 die Staatliche Archivschule. 1923 wurde er mit der Arbeit Jednota bratří Habrovanských (Habrowaner Brüdergemeine) promoviert. Im selben Jahr trat er eine Stelle als Archivar beim Tschechoslowakischen Innenministerium an. 1925 wurde er mit der Arbeit Z počátku husitství na Moravě. Šimon z Tišnova a Jan Vavřinec z Račic [Von den Anfängen den Hussitentums in Mähren. Simon von Tischnowitz und Johann Laurentius von Ratschitz] an der Karls-Universität habilitiert. Seit 1926 lehrte Odložilík als Dozent an der Philosophischen Fakultät der Karls-Universität Tschechoslowakische Geschichte. 1934 wurde er zum apl. Professor berufen.
Nach der deutschen Besetzung des Landes 1939 emigrierte Odložilík in die USA, wo er nacheinander an der University of Colorado at Boulder, University of Pennsylvania, Northwestern University und Columbia University wirkte. Nach dem Ende des Zweiten Weltkrieges kehrte Odložilík nach Prag zurück und lehrte ab 1945 als ordentlicher Professor an der Karls-Universität.
1948 folgte Odložilík nach der Machtübernahme durch die Kommunisten  einer Einladung seines Freundes S. H. Thomson als Gastprofessor an die University of Colorado at Boulder. Später lehrte er an der University of Kansas und ab 1949 als Professor für Tschechoslowakische Geschichte am Masaryk-Lehrstuhl der Columbia University. Odložilík erhielt 1950 die US-amerikanische Staatsbürgerschaft. 1955 wurde er als Professor an die University of Pennsylvania berufen, wo er bis zu seiner Emeritierung im Jahre 1969 wirkte. Er verstarb 1973 während einer Forschungsreise nach Europa. Seine Urne wurde entsprechend seinem Wunsch im George Washington Memorial Park in Whitemarch Township beigesetzt.

## Publikationen (Auswahl)
- M. Štěpán z Kolína (= Husitský archiv. 1, ZDB-ID 2619090-4). Společnost Husova musea, Praha 1924.
- Moravští exulanti Jiří a Jan Veselští-Laetové. In: Časopis Matice moravské. Bd. 54, 1930, ISSN 0323-052X, S. 79–182, (Auch als Sonderabdruck: Nákladem vlastním, Brno 1930).
- Karel Starší ze Žerotína. 1564–1636 (= Historica, knihovna postav a charakterů. 14, ZDB-ID 2149314-5). Melantrich, Praha 1936.
- Povstalec a emigrant. Kapitoly z dějin třicetileté války. Čechoslovák, Londýn 1944.
- The Caroline University 1348–1948. Orbis, Prague 1948.
- Jan Hus (= Knihovna Husova lidu. 1, ZDB-ID 411769-4). Národní Jednota Československých Protestantů ve Spojených státech a Kanadě, Chicago 1953.
- The Hussite King. Bohemia in European Affairs 1440–1471. Rutgers University Press, New Brunswick 1965.
- Deníky z let 1924–1948 (= Práce z dějin vědy. = Studies in the history of sciences and humanities. 5, 1–2). 2 Bände (Bd. 1: 1924–1939. Bd. 2: 1939–1948.). K vydání připravila Milada Sekyrková. Výzkumné centrum pro dějiny vědy u. a., Praha 2002–2003, ISBN 80-238-9887-6.